# Hannah Hartmann
Hannah Hartmann (* 25. März 2005 in Datteln) ist eine deutsche Volleyballspielerin.

## Karriere
Hartmann begann ihre Karriere beim Lüner SV. Von 2019 bis 2022 spielte sie in der Nachwuchsmannschaft VC Olympia Münster. Im März 2021 wurde sie erstmals Mitglied in der U18-Nationalmannschaft. 2023 spielte Hannah Hartmann mit der U19-Nationalmannschaft des DVV das WEVZA-Turnier in Valladolid, Spanien, die European Youth Olympic (EYOF, Platz 2 Silber-Medaille) in Maribor (Slowenien) und die Weltmeisterschaft in Osijek, Kroatien und Szeged, Ungarn. In der Saison 2022/23 trat die Außenangreiferin mit dem VC Olympia Berlin in der zweiten Liga Nord an. 2023 wurde sie vom 1. VC Wiesbaden verpflichtet. Dort spielte sie zunächst mit der zweiten Mannschaft in der zweiten Liga Süd. Zu Beginn der Saison 2024/25 kam sie beim Auswärtsspiel gegen die Ladies in Black Aachen zu ihrem ersten Einsatz in der ersten Liga.